# Teratophoneus
Teratophoneus ("Vidunderlig mördare") var ett släkte köttätande dinosaurier vars fossila lämningar påträffats i Utah, USA, där den tros ha levt under senare delen av Kritaperioden (campanium-stadiet) för omkring 75 milj. år sedan. Teratophoneus tillhörde familj tyrannosauridae, och var nära släkt med bland annat Daspletosaurus och den berömda Tyrannosaurus. Typarten för släktet är T. curriei, som beskrevs officiellt 2011 och fick sitt namn efter den framstående paleontologen Philip J. Currie, som forskat mycket på tyrannosaurider.
Släktet Teratophoneus är känt från ett skelett bestående av en del kringspridda skallben, skulderblad, korpben, överarmsben och underarmsben och ett lårben. Även om man inte hittat så mycket fossila lämningar av Teratophoneus, liknade den förmodligen sina närmaste släktingar och hade kraftig kropp och svans, gick på långa, starka bakben och hade proportionerligt små framben och händer som bara hade två kloförsedda fingrar var. Forskarna tror också att Teratophoneus var ganska kortskallig jämfört med andra tyrannosaurider. Den hade ett par små horn över ögonen.